# Костянтинівка (Каушенський район)
Костянтинівка (рум. Constantinovca) — село в Молдові в Каушенському районі. Входить до складу комуни, адміністративним центром якої є село Первомайськ.

## Населення
Станом на 2004 рік у селі проживало 762 особи. Переважна більшість населення - болгари  (76,25%). Також проживають молдовани (14,7%), росіяни (4,72%), українці (3,94%), гагаузи (0,26%) та інші національності (0,13%).